# The Opener
The Opener è un album di Curtis Fuller, pubblicato dalla Blue Note Records nell'ottobre del 1957. Il disco fu registrato il 16 giugno dello stesso anno al Van Gelder Studio di Hackensack, New Jersey (Stati Uniti).

## Tracce
Lato A
1. A Lovely Way to Spend an Evening – 6:49 (Jimmy McHugh, Harold Adamson)
2. Hugore – 6:42 (Curtis Fuller)
3. Oscalypso – 5:38 (Oscar Pettiford)

Lato B
1. Here's to My Lady – 6:42 (Rube Bloom, Johnny Mercer)
2. Lizzy's Bounce – 5:22 (Curtis Fuller)
3. Soon – 5:34 (George Gershwin, Ira Gershwin)

## Musicisti
- Curtis Fuller - trombone
- Hank Mobley - sassofono tenore (tranne nei brani: A Lovely Way to Spend an Evening e Here's to My Lady)[2]
- Bobby Timmons - pianoforte
- Paul Chambers - contrabbasso
- Art Taylor - batteria